# Vittersbourg
Vittersbourg település Franciaországban, Moselle megyében. Lakosainak száma 336 fő (2022. január 1.). Vittersbourg Altwiller, Givrycourt, Hazembourg, Honskirch, Insming, Kappelkinger és Vibersviller községekkel határos.

## Népesség
A település népessége az elmúlt években az alábbi módon változott:
| Lakosok száma | 358  | 372  | 358  | 351  | 348  | 343  | 337  | 336  |
|               | 2013 | 2015 | 2017 | 2018 | 2019 | 2020 | 2021 | 2022 |